# Acrochordonichthys
Acrochordonichthys és un gènere de peixos de la família dels akísids i de l'ordre dels siluriformes.

## Morfologia
- Presenta dimorfisme sexual.[2]

## Distribució geogràfica
Es troba al Sud-est asiàtic.

## Taxonomia
- Acrochordonichthys chamaeleon (Vaillant, 1902)[3]
- Acrochordonichthys falcifer (Ng & Ng, 2001)[4]
- Acrochordonichthys guttatus (Ng & Ng, 2001)[4]
- Acrochordonichthys gyrinus (Vidthayanon & Ng, 2003)[5]
- Acrochordonichthys ischnosoma (Bleeker, 1858)[6]
- Acrochordonichthys mahakamensis (Ng & Ng, 2001)[4]
- Acrochordonichthys melanogaster (Bleeker, 1854)[7]
- Acrochordonichthys pachyderma (Vaillant, 1902)[3]
- Acrochordonichthys pleurostigma (Bleeker, 1854)[8]
- Acrochordonichthys rugosus (Bleeker, 1847)[9]
- Acrochordonichthys septentrionalis (Ng & Ng, 2001)[4]
- Acrochordonichthys strigosus (Ng & Ng, 2001)[4][10][11][12][13][14][15][16]